# Dumbrava (Mehedinți)
Pour les articles homonymes, voir Dumbrava.
Dumbrava est une commune roumaine du județ de Mehedinți, dans la région historique de l'Olténie et dans la région de développement du Sud-Ouest.

## Géographie
La commune de Dumbrava est située à l'est du județ, à la limite avec le județ de Dolj, à 50 km à l'est de Drobeta Turnu-Severin, la préfecture du județ;
Elle est composée des onze villages suivants (population en 2002) :
- Albulești (742) ;
- Brâgleava (55) ;
- Dumbrava de Jos (194), siège de la municipalité ;
- Dumbrava de Mijloc (80) ;
- Dumbrava de Sus (105) ;
- Golineasa (38) ;
- Higiu 281) ;
- Rocșoreni (135) ;
- Valea Marcului (185) ;
- Varodia (50) ;
- Vlădica (67).

## Histoire
La commune a fait partie du royaume de Roumanie dès sa création en 1878.

## Religions
En 2002, 99,74 % de la population était de religion orthodoxe.

## Démographie
En 2002, les Roumains représentaient la totalité de la population. La commune comptait 1 242 ménages et 861 logements.
| 2002  | 2007  |
| ----- | ----- |
| 1 932 | 1 782 |

## Économie
L'économie est basée sur l'agriculture (céréales), l'élevage et l'apiculture.

## Lieux et monuments
- Albulești, église en St Nicolas (Sf Nicolae), de 1804.
- Dumbrava de Sus, église St Jean-Baptiste (Sf Ioan Botezatorul) de 1820.